# Нойкірхен-ам-Гросфенедігер
Нойкірхен-ам-Гросфенедігер — ярмаркове містечко та громада в австрійській землі Зальцбург. Містечко належить округу Целль-ам-Зе.
Нойкірхен-ам-Гросфенедігер на мапі округу та землі.

## Галерея

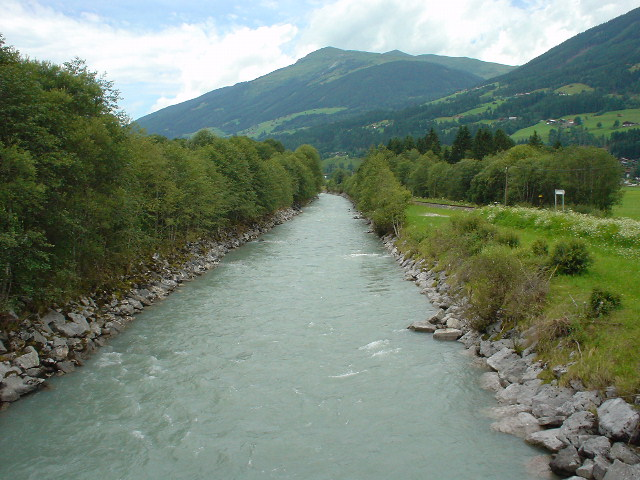
Зальцах біля Нойкірхена
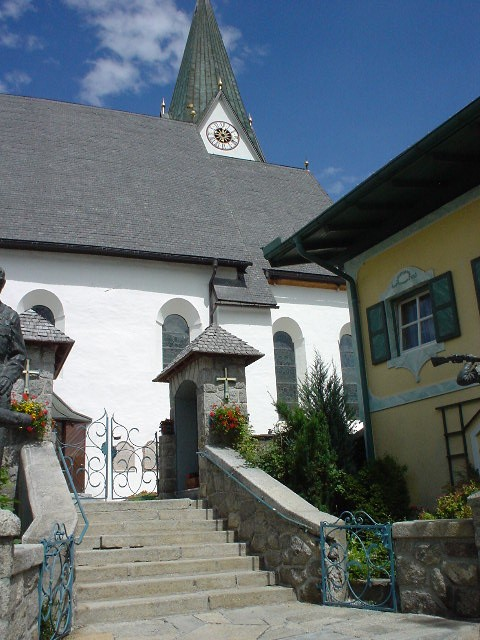
Церква у центрі
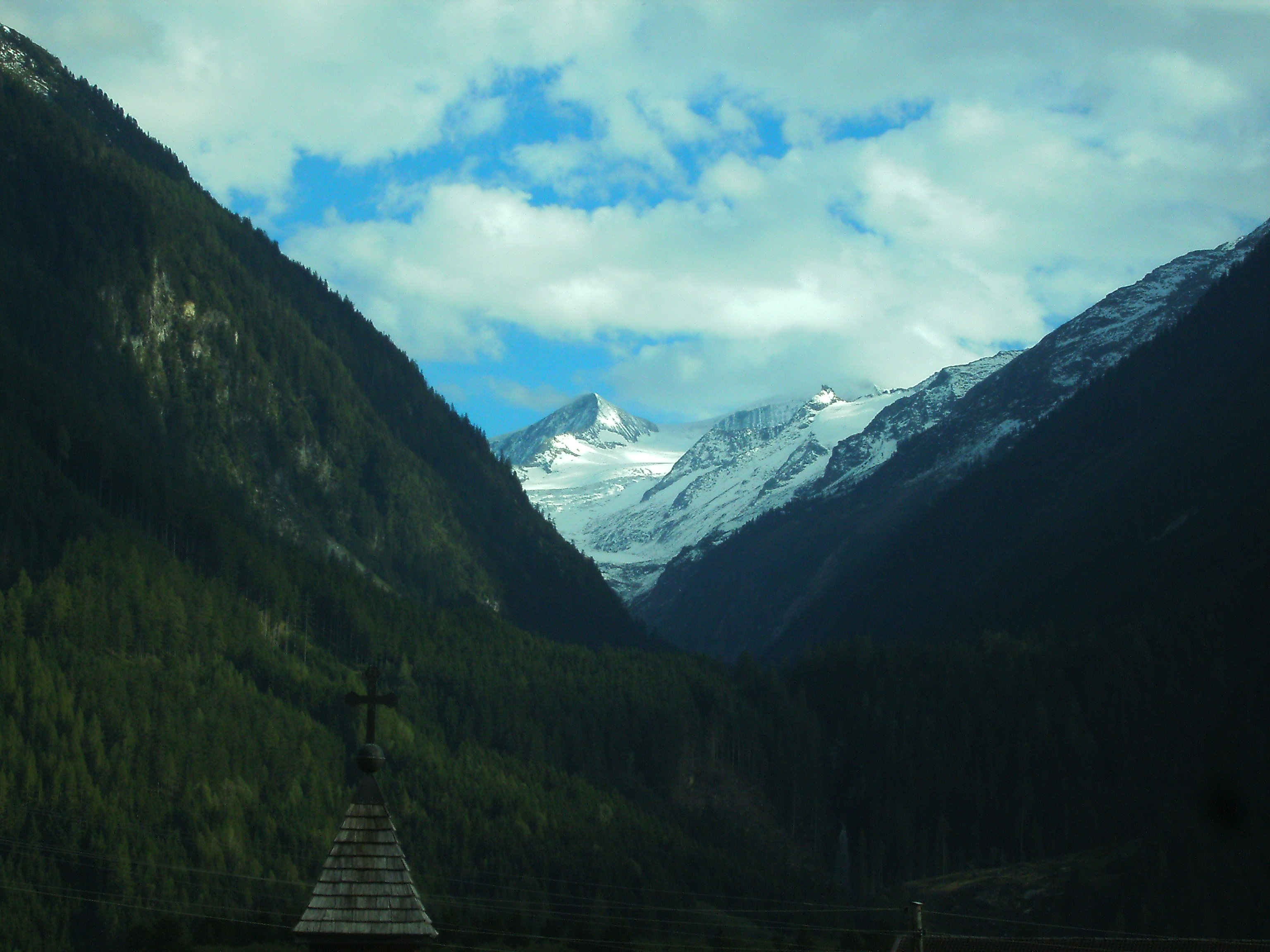